# Жанін Генніс‑Плассхарт
Жанін Антуанетт Генніс-Плассхарт (нід. Jeanine Antoinette Hennis-Plasschaert, нар. 7 квітня 1973 року) — нідерландська політична діячка та дипломатка. З травня 2024 року обіймає посаду спеціальної координаторки ООН для Лівану. Є членом Народної партії за свободу та демократію (VVD).
Генніс-Плассхарт, державна службовиця за професією, була обрана депутаткою Європейського парламенту від групи Альянсу лібералів і демократів за Європу (ALDE) після виборів до Європейського парламенту 2004 року; її переобрали після виборів до Європейського парламенту 2009 року. Після загальних виборів 2010 року стала членом Палати представників.
Після виборів 2012 року та формування другого кабінету міністрів Рютте, Генніс-Плассхарт стала міністром оборони, була першою жінкою на цій посаді та обіймала її до своєї відставки 4 жовтня 2017 року. Після виборів 2017 року вона повернулася до складу Палати представників, де обіймала цю посаду до 13 вересня 2018 року. 1 листопада 2018 року Генніс-Плассхарт призначили спеціальною представницею Генерального секретаря Місії ООН з надання допомоги Іраку.

## Раннє життя та освіта
Жанін Антуанетт Генніс-Плассхарт народилася 7 квітня 1973 року в Герлені, Нідерланди. Після закінчення підготовчої наукової освіти (VWO) здобула вищу освіту в коледжі Святого Антонія в Гауді та Європейській секретарській академії в Утрехті.
Окрім нідерландської, також добре володіє англійською, французькою та німецькою мовами.

## Кар'єра
Після закінчення навчання Генніс-Плассхарт почала працювати в Генеральному директораті з питань розширення Європейської комісії в Брюсселі. Протягом цього часу вона два роки працювала в ЄК у Ризі, Латвія.
У 2000-2002 роках працювала консультанткою KPMG в Амстелвені, Нідерланди, після чого стала політичною помічницею муніципальної виконавчої влади Амстердама, і обіймала цю посаду до 2004 року.
З 2004 до 2010 року була членом Європейського парламенту від Народної партії за свободу і демократію (VVD). Як депутат Європарламенту вона була членом, зокрема, Комітету з транспорту й туризму та Комітету з громадянських свобод, юстиції і внутрішніх справ. 17 червня 2010 року стала членом Палати представників Нідерландів від VVD. На посаді зосереджувалась на безпеці, поліції, рівному ставленні та реагуванні на катастрофи і кризи.
5 листопада 2012 року стала міністеркою оборони в уряді Рютте.
Генніс-Плассхарт була членом виконавчої ради Асоціації адміністраторів VVD, Рекомендаційного комітету «VrouwenPower», представницею Асоціації персоналу служби підтримки надзвичайних ситуацій, членом консультативної ради з питань гомосексуальності та Фонду Збройних Сил.

## Особисте життя
Одружена, має сина. Проживає в Недергорст-ден-Берзі.